# میلتون روسمر
میلتون روسمر (انگلیسی: Milton Rosmer؛ ۴ نوامبر ۱۸۸۱ – ۷ دسامبر ۱۹۷۱) بازیگر، کارگردان فیلم و فیلم‌نامه‌نویس اهل بریتانیا بود.
از فیلم‌ها یا برنامه‌های تلویزیونی که وی در آن نقش داشته است، می‌توان به چه بلایی بر سر هارکنس آمد؟، خداحافظ، آقای چیپس، بادبزن خانم ویندیرمیر، بلندی‌های بادگیر، زنان کوچک و پنجه میمون اشاره کرد.